# گئورگه چیوورچیان
گئورگه چیوورچیان ( رومانیایی: Gheorghe Chivorchian؛ زادهٔ ۱۲ آوریل ۱۹۵۵) بازیکن فوتبال ارمنی‌تبار اهل رومانی است.

## زندگی‌نامه
وی در ۱۲ آوریل ۱۹۵۵ ‏در باکائو به دنیا آمد. دختر وی ماریا چیوورچیان نیز بازیکن حرفه‌ای والیبال می‌باشد.